# CD Ribeira Brava
El CD Ribeira Brava es un equipo de fútbol de Portugal que juega en el Campeonato de Portugal, la cuarta división nacional.

## Historia
Fue fundado el 8 de octubre de 1914 en el poblado de Ribeira Brava, Madeira, aunque según datos oficiales fue en 1938 su año de fundación según el registro público y el 18 de octubre de 1961 que fue reconocido oficialmente por la Federación Portuguesa de Fútbol como institución pública, por lo que oficialmente fue fundado en esa fecha.
El club llegó a jugar seis temporadas en la desaparecida II Divisão y cinco temporadas en la desaparecida Tercera División de Portugal, principalmente durante los años 1990, hasta que logró el ascenso por primera vez al Campeonato de Portugal para la temporada 2025/26, siendo su regreso a las competiciones nacionales.

## Palmarés
- Tercera División de Portugal: 1

2010/11
- Liga Regional de Madeira: 3

1992/93, 1997/98, 2024/25
- Copa de Madeira: 1

1999/2000